# Pawłowo-Wybudowanie
Pawłowo-Wybudowanie est une localité polonaise de la gmina rurale et du powiat de Chojnice situés en voïvodie de Poméranie. 

## Géographie

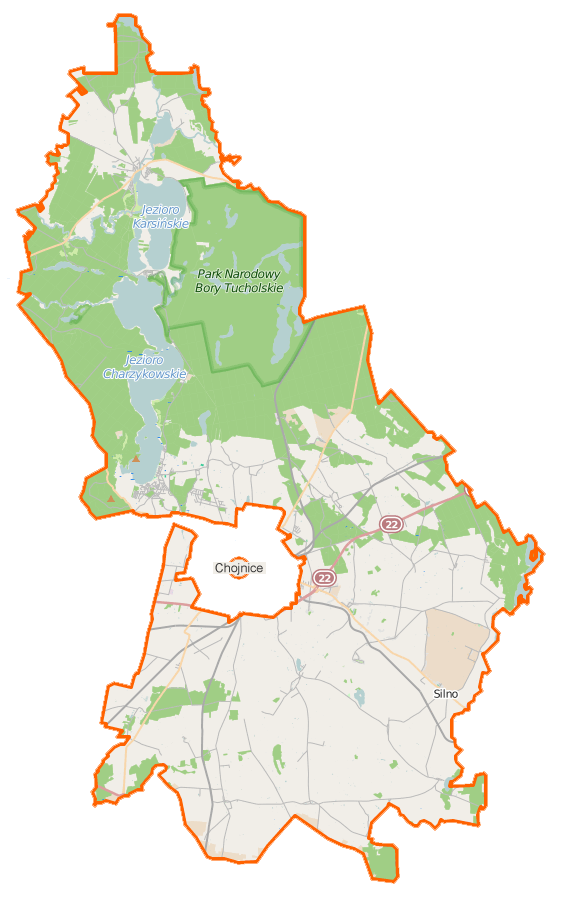
Carte de la gmina de Chojnice.